# Bernard Van Riesen Burgh
 (juillet 2023).
Bernard Van Riesen Burgh, quelquefois orthographié Bernard Van Risenburgh, plus connu sous les 4 lettres BVRB, l'estampille avec lesquels ils signaient leurs meubles est une dynastie d'ébénistes, originaire de Hollande, et travaillant à Paris depuis la fin du XVIIe siècle.  Les trois générations portent le même prénom et nom, Van Riesen Burgh (ce dernier quelquefois avec une orthographe différente), il a donc été pris l'habitude de les différencier par un chiffre.
- Bernard I Van Riesen Burgh qui émigra à Paris ;
- Bernard II Van Riesen Burgh (1696-1767) fils du précédent et le plus célèbre des trois ;
- Bernard III Van Riesen Burgh, fils du précédent.